# ثنائي البويغ الثلاثي الحجب
ثنائي البويغ الثلاثي الحجب (الاسم العلمي: Bisporella triseptata) هو نوع من الفطريات يتبع جنس الثنائي البويغ من الفصيلة المسمارية.